# Ribeirinha (Santa Cruz da Graciosa)
A Ribeirinha é uma aldeia do Concelho de Santa Cruz da Graciosa, ilha Graciosa, arquipélago dos Açores.
Esta localidade encontra-se nas proximidades do Caminho de Manuel Gaspar e das Pedreiras e tem como padroeira Nossa Senhora da Esperança, cuja imagem se encontra sedeada na Igreja de Nossa Senhora da Esperança sensivelmente localizada no centro do povoado e próxima ao Império do Espírito Santo da Ribeirinha. 
Este povoado localizado na zona costeira norte da Serra Branca, entre os povoados de Brasileira e de Almas, é principalmente formado por três núcleos de povoamento, que correspondem às vias de comunicação que nesta localidade convergem.